# Pseudoanthidium variabile
Pseudoanthidium variabile là một loài Hymenoptera trong họ Megachilidae. Loài này được Pasteels mô tả khoa học năm 1980.